# Saga Golden Axe
Golden Axe (en japonés: ゴ ー ル デ ン ア ッ ク ス, en Rōmaji: Gōruden Akkusu) (en español: Hacha Dorada) es una saga de videojuegos beat 'em up ambientados en un mundo de espada y brujería creada por Sega.
Está formada por el juego originalmente lanzado para recreativas y más tarde para la megadrive. Los juegos derivados del título original no son considerados como secuelas. Toda la saga fue desarrollada por SEGA. La saga se sitúa en una época medieval-fantástica, donde un conjunto de héroes debe encontrar la legendaria "hacha dorada"; este es el contexto común y principal de todos los videojuegos de esta saga.

## Títulos de la sagaGolden Axe
- Golden Axe (1989)
- Golden Axe II (1991)
- Golden Axe Warrior (1991)
- Ax Battle: A legend of Golden Axe (1992)
- Golden Axe: The Revenge of Death Adder (1992)
- Golden Axe III (1993)
- Golden Axe: The Duel (1994)
- Sega Ages 2500 series Vol. 5 Golden Axe (2003)
- Golden Axe: Beast Rider (2008)

## Género de la saga
En líneas generales, el género de Golden Axe es el de videojuego de acción (arcade) en el se lucha con la espada o el hacha, y la magia; además comparte algunos elementos con los juegos de rol. No se considera juego de rol puesto que es lineal y no hay verdaderas opciones en cuanto al desarrollo de la aventura. Sin embargo, hay dos excepciones: Golden Axe Warrior es un RPG, Golden Axe: The Duel es un juego de lucha uno contra uno.

## Resumen por título

### Saga principal

#### Golden Axe II
En esta secuela vuelven a participar los mismos personajes del original, que esta vez deben luchar contra las fuerzas del villano Dark Guld. Fue, desde un punto de vista de desarrollo y creación de videojuegos, exclusivo para Mega Drive, ya que fue poco visto en las máquinas recreativas. Lanzado en 1991, contaba con nuevos tipos de magia para cada personaje; las pociones de magia fueron sustituidas por libros.
Los gráficos fueron notablemente inferiores al original, incluso muchas revistas se quejaron de esta perdida de calidad. Tampoco fue muy popular en los aficionados de la serie.[cita requerida]

#### Golden Axe: The Revenge of Death Adder
Artículo principal Golden Axe: The Revenge of Death Adder
En 1992, Sega lanzó el videojuego Golden Axe: The Revenge of Death Adder para formato de máquinas recreativas (arcade). Hasta 2020, el juego continuaba siendo exclusivo para las máquinas recreativas. En julio de ese año, se anunció que formaría parte de los títulos de la consola Astro City Mini, junto con el primer juego de la saga, Golden Axe.

### Sega Ages 2500 series Vol. 5 Golden Axe
Es la quinta entrega de la serie Sega Ages 2500 para PlayStation 2. El juego es un remake del arcade original de 1989 Golden Axe, completamente en 3D, es casi el mismo juego, pero ahora presenta escenas, magia que se regenera ligeramente después de que matan a un enemigo y los enemigos ahora tienen barras de vida. También tiene una banda sonora arreglada.

### Spin-offs

#### Golden Axe Warrior
Publicado para Master System, este videojuego narra otra historia de corte epica sobre el universo Golden Axe. La originalidad de esta entrega consiste en que se trata de un RPG, muy similar a The Legend of Zelda. La línea del tiempo continua con la trama original de la saga.

#### Ax Battler: A legend of Golden Axe
Publicado para la consola Sega Game Gear, consiste en una mezcla de RPG de visión cenital y arcade de acción. Narra la aventura de Ax Battler para salvar el pueblo de Firewood recuperando el hacha dorada, tesoro de gran poder mágico que fue robado por el ejército enemigo. El desarrollo del juego recuerda enormemente al clásico de Game Boy Gargoyle's Quest.

#### Golden Axe: The Duel
Publicado para máquinas recreativas en 1994 y para Sega Saturn en 1995. Es el único videojuego de lucha uno contra otro en el que los personajes que aparecen son los descendientes da varios personajes del videojuego original. Tuvo una pobre acogida en ambas plataformas. Los fans de la saga les gusto poder jugar con personajes de Golden Axe haciendo combos como los de Street Fighter II; no obstante, aficionados a otros juegos de lucha más populares no les gustaron los combos.[cita requerida]

## Personajes principales
- Ax Battler es un guerrero muy musculado, cuya arma es un gran sable. Tiene el pelo castaño y lleva una especie de calzoncillo de color azul y botas, además de un collar y dos manguitos de plata. La madre de Ax murió asesinada por los ejércitos de Death Adder, lo que motiva a Ax a buscar venganza. En el videojuego Ax Batler: A Legend of Golden Axe, aparece como protagonista en exclusiva, y será el encargado de salvar otro reino de un poderoso enemigo.
- Tyris Flare es una amazona, que utiliza una espada. Es una mujer musculada, que viste un bikini rojo y blanco y botas rojas, Su pelo es de color mostaza (castaño tirando a rubio). Sus padres son asesinados por las fuerzas de Death Adder, lo que llevó a buscar venganza en el primer juego de Golden Axe. Sus ataques mágicos tienen como base al fuego, incluyendo la invocación de un enorme dragón. Aparece como personaje en exclusiva en Golden Axe: Beast Rider. Aparece en los videojuegos Golden Axe y Golden Axe II.
- Gilius Thunderhead es un enano barbudo y canoso, que viste de verde y con un casco con cuernos. Busca vengar la muerte de su hermano a manos de las fuerzas de Death Adder. Tras vengar la muerte de su hermano en Golden Axe, se une a la lucha contra Darrk Guild en Golden Axe II. En Golden Axe III, Gilius es el único personaje del videojuego original que aparece, aunque no se puede elegir. Su papel consiste en narrar su historia a lo nuevos personajes de esta ercera parte. Cuando Death Adder regresa de la muerte en Golden Axe: The revenge of Death Adder, Gilius vuelve a ser un personaje que poder elegir, para después dejar paso a Goah, sacrificando su vida para vencer a Death Adder.
- Death Adder es un tirano de tamaño gigante, que lleva un casco de hierro, armadura ligera, y usa una gran hacha dorada. Es muy fuerte y rápido mientras lucha, aunque es capaz de convocar conjuros. Formó un gran ejército con el que tiranizó el reino donde se sitúa la acción del videojuego original, secuestrando a la familia real. Finalmente es vencido y muerto por los protagnistas de la historia; aunque es resucitado en el videojuego Golden Axe: The Revenge of Death Adder. Aquí, él sobrevive al primer intento de vencerle, pero el sacrificio de Gilius Thunderhead sirve para poder derrotarlo para siempre.

## Curiosidades

### Cameos
- Ax Battler, Gilius Thunderhead y Tyris Flare aparecen realizando un cameo en la versión arcade de Alien Storm. Ellos se encuentran en una de las pantallas de televisión que aparecen en dicho juego, además de poder ver el logo de Golden Axe.
- También en la versión arcade de Alien Storm, Gilius Thunderhead realiza otro cameo, esta vez formando parte del plantel de jueces que recuentan el marcador de los jugadores.
- En Shining in the Darkness, Gilius Thunderhead asume el rol de un herrero, que tiene a su hacha y la cabeza cortada de un ladrón con ropa azul cerca de él.
- Gilius Thunderhead es un personaje jugable en Sega Superstars Tennis.

### Modificaciones según plataforma
En la versión casera del juego original añadieron dos niveles que no aparecían en la versión de máquinas recreativas. Estos niveles son el séptimo, en los clabozos, y el octavo, la batalla final contra Death Bringer, el amo secreto del derrotado Death Adder. En la versión del juego en recreativas, acababa en el castillo, tras liberar a la princesa y al rey.

### Golden Axe Comics
Se publicaron historias gráficas basadas en Golden Axe en el cómic inglés Sonic the Comic, bajo responsabilidad de Fleetway. La serie completa se llamó The Legend of the Golden Axe y se subdividió en 18 fascículos. Fueron escritas por Mark Eyles e ilustradas por Mike White. Los fascículos 1-6 se engloban en la historia "Citadel of Dead Souls", que narra el intento de un nigromante de resucitar a Dark Guld. Los fascículos 13-18 contienen la historia "Plague of Serpents", en la que un encantador de serpientes llamado Cobraxis secuestra a la reina del pueblo de enanos de Giulus. Aunque estos comics no se basan en el videojuego original, la acción tiene lugar poco después del segundo videojuego, ya que se pueden observar algunas diferencias, como que los ladrones de pocimas no llevan el uniforme de color azul o que Tyris Flare lleva el pelo totalmente rubio.